# Norops mariarum
Norops mariarum är en ödleart som beskrevs av  Barbour 1932. Norops mariarum ingår i släktet Norops och familjen Polychrotidae. Inga underarter finns listade i Catalogue of Life.